# 苏店镇
苏店镇，是中华人民共和国山西省长治市上党区下辖的一个乡镇级行政单位。2021年4月1日，撤销贾掌镇，整建制并入苏店镇。

## 行政区划
苏店镇下辖以下地区：
苏店村、郝店村、西申家庄村、东申家庄村、南庄村、南董村、西贾村、东贾村、南天河村、北天河村、贾掌村、司马村、冯村、王董村、辛庄村、看寺村、义堂村、曹家堰村、原村、新庄村、后土门村、前土门村、定流村、东兴村、会里村、西岭村、原家庄村、东岭村和小坟上村。